# Melamp (escriptor)
Melamp (Melampus, Melámpos Μελάμπους) fou un escriptor grec que va escriure dos petits llibres: Divinatio ex Palpitatione, i De Naevis Oleaceis in Corpore (els noms indicats són en la versió llatina, l'original era grec).
Va viure al segle iii aC i el primer dels indicats llibres fou dirigit al rei Ptolemeu, que se suposa que és referit al rei d'Egipte Ptolemeu II Filadelf. Ambdós llibres eren plens de supersticions i de coses força absurdes.